# Моньюмент (Колорадо)
Моньюмент (англ. Monument) — місто (англ. town) в США, в окрузі Ель-Пасо штату Колорадо. Населення — 10 399 осіб (2020).

## Географія
Моньюмент розташований за координатами 39°4′20″ пн. ш. 104°51′16″ зх. д. / 39.07222° пн. ш. 104.85444° зх. д. (39.072357, -104.854467).  За даними Бюро перепису населення США в 2010 році місто мало площу 12,64 км², з яких 12,51 км² — суходіл та 0,13 км² — водойми. В 2017 році площа становила 17,62 км², з яких 17,49 км² — суходіл та 0,13 км² — водойми.

### Клімат
| Клімат : Моньюмент                           | Клімат : Моньюмент | Клімат : Моньюмент | Клімат : Моньюмент | Клімат : Моньюмент | Клімат : Моньюмент | Клімат : Моньюмент | Клімат : Моньюмент | Клімат : Моньюмент | Клімат : Моньюмент | Клімат : Моньюмент | Клімат : Моньюмент | Клімат : Моньюмент | Клімат : Моньюмент |
| Показник                                     | Січ.               | Лют.               | Бер.               | Квіт.              | Трав.              | Черв.              | Лип.               | Серп.              | Вер.               | Жовт.              | Лист.              | Груд.              | Рік                |
| Абсолютний максимум, °C                      | 21,1               | 18,9               | 22,8               | 30,0               | 33,9               | 33,9               | 36,7               | 35,6               | 31,7               | 26,1               | 22,2               | 18,3               | 36,7               |
| Середній максимум, °C                        | 4,6                | 5,6                | 9,2                | 13,5               | 19,6               | 25,0               | 27,5               | 25,9               | 21,5               | 15,4               | 8,2                | 4,1                | 15,0               |
| Середній мінімум, °C                         | −8,4               | −7,8               | −5,1               | −1,3               | 3,7                | 7,8                | 11,3               | 10,8               | 6,6                | 0,4                | −5,3               | −8,9               | 0,3                |
| Абсолютний мінімум, °C                       | −26,7              | −32,2              | −22,8              | −17,8              | −6,1               | −1,1               | 3,3                | 1,7                | −6,7               | −20                | −22,8              | −32,8              | −32,8              |
| Норма опадів, мм                             | 21                 | 14                 | 58                 | 78                 | 64                 | 64                 | 71                 | 77                 | 41                 | 34                 | 36                 | 21                 | 579                |
| -------------------------------------------- | ------------------ | ------------------ | ------------------ | ------------------ | ------------------ | ------------------ | ------------------ | ------------------ | ------------------ | ------------------ | ------------------ | ------------------ | ------------------ |
| Джерело: The Western Regional Climate Center |                    |                    |                    |                    |                    |                    |                    |                    |                    |                    |                    |                    |                    |

## Демографія
Згідно з переписом 2010 року, у місті мешкало 5530 осіб у 1802 домогосподарствах у складі 1478 родин. Густота населення становила 437 осіб/км².  Було 1884 помешкання (149/км²).
Расовий склад населення:
| - 89,0 % — білих - 2,6 % — азіатів - 1,7 % — чорних або афроамериканців - 0,6 % — корінних американців - 0,1 % — вихідців з тихоокеанських островів - 1,6 % — осіб інших рас |

До двох чи більше рас належало 4,5 %. Частка іспаномовних становила 8,3 % від усіх жителів.
За віковим діапазоном населення розподілялося таким чином: 34,2 % — особи молодші 18 років, 60,0 % — особи у віці 18—64 років, 5,8 % — особи у віці 65 років та старші. Медіана віку мешканця становила 35,4 року. На 100 осіб жіночої статі у місті припадало 95,9 чоловіків;  на 100 жінок у віці від 18 років та старших — 92,9 чоловіків також старших 18 років.
Середній дохід на одне домашнє господарство  становив 102 076 доларів США (медіана — 93 341), а середній дохід на одну сім'ю — 107 551 долар (медіана — 94 784). Медіана доходів становила 70 549 доларів для чоловіків та 38 287 доларів для жінок. За межею бідності перебувало 4,2 % осіб, у тому числі 4,9 % дітей у віці до 18 років та 3,0 % осіб у віці 65 років та старших.
Цивільне працевлаштоване населення становило 2875 осіб. Основні галузі зайнятості: освіта, охорона здоров'я та соціальна допомога — 26,7 %, мистецтво, розваги та відпочинок — 20,8 %, науковці, спеціалісти, менеджери — 10,6 %, інформація — 8,0 %.